# 샤를 드 프랑스 (1446년)
샤를 드 프랑스(프랑스어: Charles de France, 1446년 12월 26일 - 1472년 5월 24일)는 베리, 노르망디, 아키텐 공작이며, 프랑스의 군주 샤를 7세의 아들이다. 그의 생애 대부분을 형인 루이 11세와의 분쟁으로 보냈다.

## 어린 시절
샤를은 샤를 7세와 마리 당주의 막내이자 넷째 아들로 투르에서 태어났다. 그의 맏형인 도팽 루이는 아버지와 끊임없는 다툼을 벌였고 1456년부터는 부르고뉴 궁정에서 망명생활을 해왔으며, 일부에서는 왕위가 샤를에게 넘어갈 것이라고 예측하기도 했다. 그러나 샤를 7세가 1461년에 사망하자, 루이가 왕위에 올랐다.
즉위 후, 루이는 막내 동생에게 속령지로서 베리 공국을 양도하기로 하였다. 이를 불만족스러워하던 샤를은 1465년 5월에 부르고뉴 공작의 후계자인 샤롤레 백작 샤를과 브르타뉴 공작 프랑수아 2세 드 브르타뉴 같은 다른 강력한 귀족들이 있는 공익 동맹에 참가하였다. 이는 광기 전쟁을 발발하여, 루이 11세와 샤를루아 백작 사이 콩플랑 조약으로 10월에 막을 내렸다.

## 노르망디 공작
조약 채결이 되면서, 샤를은 노르망디 공국을 추가 속령으로 양도받았다. 그는 그의 새 영지를 관리 할 수 없다는걸 증명하였고 그의 옛 동맹인 프랑수아 2세 드 브르타뉴와의 분쟁에 휩싸였다. 루이는 노르망디에 왕실군대를 보냈고 공국에 대한 직접적인 통제권을 가져갔다. 프랑수아 공작과 화해한 샤를은 브르타뉴로 떠나 1468년 9월까지 머무르다 옛 샤를루아 백작이자 현 부르고뉴 공작을 저버리기로 한 앙세니 조약을 프랑수아, 루이와 채결했다.
1468년 10월에 루이는 페론에서 회담을 하던 도중 용담공 샤를에게 감금되고 만다. 그의 해방을 위해, 루이는 노르망디에 대한 보상으로 동생에게 샹파뉴 또한 양도하는데 동의한다. 자유를 찾은 루이는 협박을 통해 동의한 그 약속들을 어겼지만, 1469년 4월에 그는 아키텐 공국을 동생에게 양도하며 화해한다.
그 시기 샤를 또한 부르고뉴 공작의 유일한 자식이자 후계자인 부귀공 마리와 혼인하기로 동의했었다. 루이는 동생과 적의 딸 사이에 연합이 생긴다는 걸 몰랐었고 교황 바오로 2세에게 인정받지는 못한 혈족의 영지를 얻기 위한 필요한 관면을 보장받기 위해 사절을 보냈다. 루이는 이 노력에도 교황이 관면에 대한 인정을 해주지 않음으로서 실패하고 말았다.
그럼에도 불구하고, 그 결혼 계획은 1472년 5월 보르도에서 정부인 콜레트 드 샹베(Colette de Chambes)에거서 성병과 결핵 합병증으로 사망한걸로 추정되는 샤를이 사망하면서 이뤄지지 못했다. 전설에 따르면, 콜레트는 그녀의 노년에 질투심 많던 남편인 투아르 자작 루이 당부아즈가 탄 독이든 생선을 먹였다고 전해진다.
샤를이 적자를 두지 못하고 사망하면서, 그의 속지는 왕실 영지로 돌아가고 말았다.
여자작인 안 바타르드 드 발루아(Anne bâtarde de Valois)에게서 태어난 그의 딸 뤼세크(Russec) 남작 프랑수아 드 볼비르(François de Volvire)와 1490년대에 결혼한지 얼마 안돼 자식을 두지 못하고 사망했다.

## 문장

베리 공작 시절 문장 (1461년–1465년)
노르망디 공작 시절 문장 (1465년–1469년)
기옌 공작 시절 문장 (1469년–1472년)